# Bronisław Malinowski
Pour les articles homonymes, voir Malinowski.
Bronisław Kasper Malinowski (prononciation : /brɔˈɲi.swaf maliˈnɔfskʲi/), armoiries Jastrzębiec, né le 7 avril 1884 à Cracovie, et mort le 16 mai 1942 à New Haven, est un anthropologue et ethnologue polonais. Ses monographies descriptives sont devenues des classiques. Il est l'un des premiers à analyser des phénomènes d'acculturation, en anticipant sur les recherches menées de nos jours au niveau de la psychosociologie des contacts interculturels et du développement. Pionnier des méthodes de terrain modernes, il est précurseur de la méthode d'observation participante et fondateur d'un nouveau système théorique, le fonctionnalisme, qui postule que les éléments de la société interagissent, forment un tout et sont tournés vers un même but.
Il est considéré comme l’un des pères de l’ethnologie moderne.

## Biographie

### Jeunesse polonaise
Bronisław Kasper Malinowski est né le 7 avril 1884 à Cracovie, capitale de la Galicie, alors province de l’empire austro-hongrois. Son père, Lucjan Malinowski, est linguiste et professeur renommé de la prestigieuse université Jagellonne de Cracovie, passionné de folklore de la nation polonaise et initiateur des études dialectologiques, qui a présenté ses recherches ethnographiques en Silésie dans sa thèse soutenue en 1873 à l'Université de Leipzig et entitulée "Beiträge zur slavischen Dialektologie. I. Ueber die oppelnsche Mundart in Oberschlesien. La mère de Bronisław, Józefa Malinowska née Łącka, est issue d'une aristocratie terrienne. Malinowski est fils unique et passe son enfance et son adolescence entre Cracovie, résidence familiale, Zakopane, résidence secondaire, et Varsovie, demeure de la prestigieuse famille maternelle.
Son père est mort prématurément en 1898 et sa mère l'amène alors vers les pays de la Méditerranée pour qu’il complète sa formation par des voyages d’instruction tout en soignant une santé fragile. À l'âge de seize ans, Malinowski part donc visiter l'Italie, la France, les Balkans, Constantinople, la Tunisie et l'Algérie, l'Égypte, l'Afrique occidentale et les Canaries. Ce voyage dure presque trois ans.
Malinowski fait sa scolarité à Cracovie, d'abord au lycée du Roi Jan Sobieski, puis à l'université Jagellonne où il étudie la philosophie, les mathématiques et la physique. Miné par une tuberculose, il renonce à sa vocation d'ingénieur et se tourne vers une discipline qu'il croit moins astreignante. En 1908, il soutient une thèse intitulée Sur le principe d'économie de la pensée et consacrée aux travaux Ernst Mach et il s'oriente définitivement vers les sciences ethnographiques.
À l’Université de Leipzig, il suit les cours de psychologie expérimentale de Wilhelm Wundt et de l’histoire économique de Karl Bücher. Il y rencontre également Annie Brunton, une pianiste sud-africaine, avec laquelle il part en mars 1910 en Grande-Bretagne. Le couple vit ensemble de 1910 à 1914. À Londres, Malinowski s'inscrit à la London School of Economics où poursuit ses études dans les domaines de l’ethnologie sous la direction de Charles Seligman et d’Edward Westermack. Il fréquente également James Frazer, Alfred Haddon et William Rivers.
En 1913, Malinowski publie La famille parmi les aborigènes australiens dans lequel il pose les fondations de ses innovations méthodologiques et théoriques futures et prend le contre-pied des dogmes évolutionnistes sur l’existence d’un mariage de groupe chez les aborigènes et sur l’inexistence de la famille nucléaire. En 1915, il décroche à l'Université de Londres son second doctorat, cette fois-ci en anthropologie.
Parmi les amis qui gravitent autour de Malinowski dans ses jeunes années, on trouve la bohème artistique de Cracovie : Stanisław Ignacy Witkiewicz, Tadeusz Nalepiński, Léon Chwistek, Jerzy Żuławski et Tadeusz Szymberski. Stanisław Witkiewicz est son ami le plus proche et l'accompagne d'ailleurs dans certains de ses voyages. La rupture de leur amitié fusionnelle advient après l’éclatement de la Première Guerre mondiale, le 1er septembre 1914, à Toowoomba durant l’expédition commune en Australie. À l’origine de leur rupture, un autre drame : le suicide de la fiancée de Witkiewicz, Jadwiga Janczewska. La querelle entre les deux hommes vient aussi de la différence dans la perception de la question polonaise. Witkiewicz veut s’enrôler pour se battre pour l'indépendance de la Pologne, tandis que Malinowski souhaite poursuivre sa mission aux Tropiques. Cette rupture marque une nouvelle étape dans la vie de Malinowski qui, avec la perte de sa mère en 1918, le mariage avec une Anglaise en 1919 et le succès professionnel au Royaume-Uni dans les années 1920, s’éloigne définitivement de Zakopane et de la Pologne.

### Les îles Trobriand
Malinowski part donc pour sa première expédition scientifique en 1914. La Première Guerre mondiale le surprend avant même que son bateau n'accoste en Australie et où, en tant que ressortissant autrichien, il est assigné à résidence sans avoir le droit de retourner en Europe. Une administration britannique le laisse cependant libre de ses mouvements et lui permet de s'exiler parmi les Mélanésiens. Il passe alors les quatre années de la guerre parmi les indigènes des îles Trobriand, un petit archipel au large de la côte nord-ouest de la Nouvelle-Guinée.

Pour ne pas se laisser influencer malgré lui par les idées fausses, parfois tendancieuses, des Blancs, Malinowski coupe les ponts avec le monde civilisé, pour vivre parmi les indigènes, comme l'un d'eux. Isolé, sans autre contact que sa fréquentation intime des indigènes dont il partage la vie quotidienne, il acquiert une connaissance parfaite de leur langue. Malinowski est ainsi le premier à donner une place prépondérante à l'enquête directe sans intermédiaire et de la théoriser. Il est l'inventeur de l'anthropologie de terrain et de la méthode dite d'observation participante. Son objectif est de saisir le point de vue de l’indigène, sa relation avec la vie, de parvenir à comprendre sa vision du monde. Dans ses écrits, Malinowski part toujours d'un fait concret ou d'une image. La théorie ne vient qu'ensuite. 

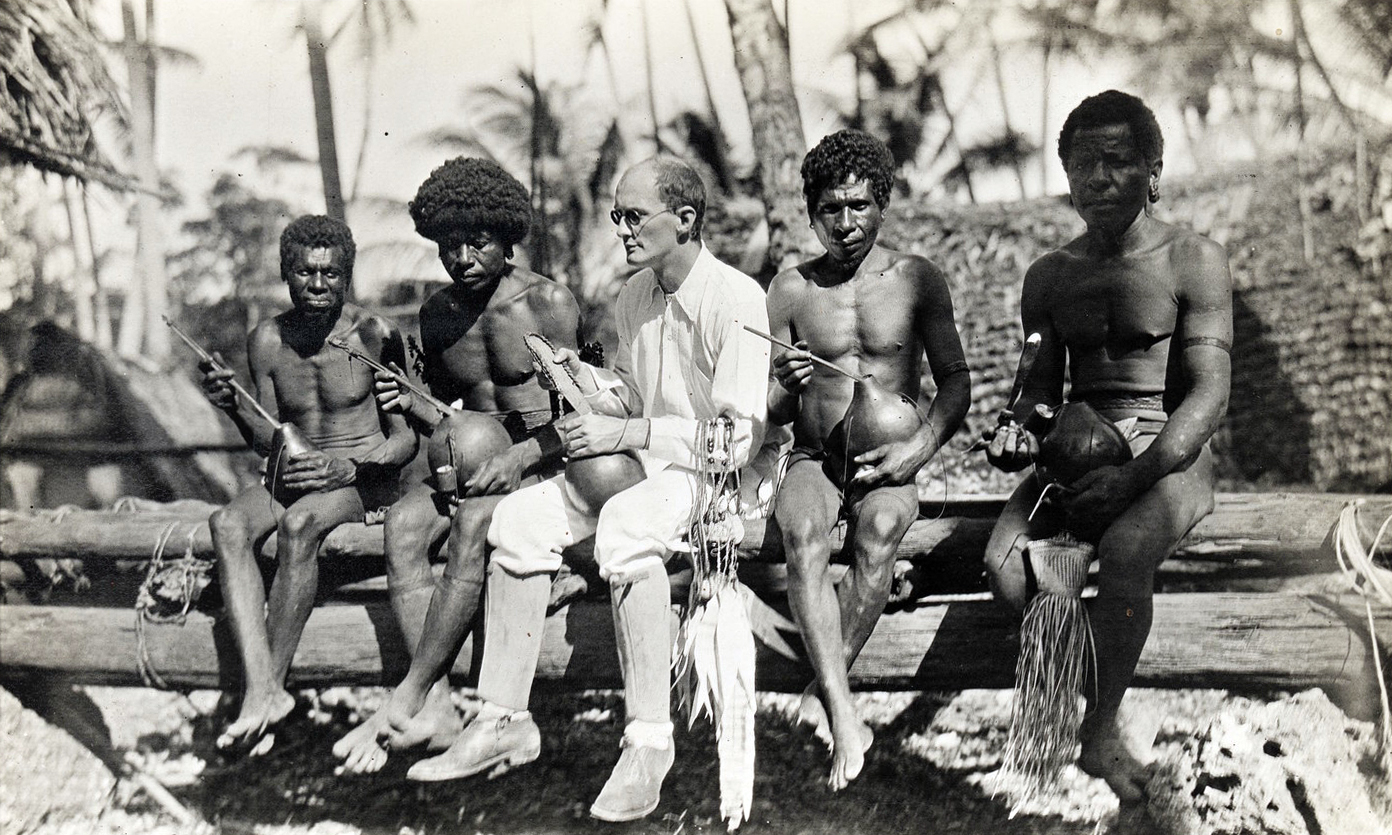
Malinowski avec des habitants des Îles Trobriand en 1918

De ce long séjour parmi les Trobriandais, de 1915 à 1918, Malinowski rapporte ses grands classiques de la littérature ethnographique : Les Argonautes du Pacifique occidental (1922), La Vie sexuelle des sauvages du nord-ouest de la Mélanésie (1929), Le mythe dans la psychologie primitive (1932), Les jardins de corail (1935). Leur succès tient également à leurs qualités littéraires : un souffle narratif, de magnifiques descriptions, une sensibilité aux valeurs esthétiques.
Dans Les Argonautes du Pacifique occidental, Malinowski décrit et analyse un type d'échange particulier : la kùla, inaugurant ainsi l'anthropologie économique. Il s'agit d'un système codifié d'échanges symboliques (des brassards et colliers de coquillages) qui donne lieu à des expéditions maritimes permettant de relier une vingtaine d'îles éloignées et quelques milliers de personnes. L'ouvrage représente le modèle type de la méthode d'investigation du fonctionnalisme.
Malinowski profite d'un de ses courts séjours en Australie pour rencontrer et épouser en 1919 Elsie Rosaline Masson (1890‑1935), fille d'un professeur de chimie à l'Université de Melbourne. Le couple a trois filles : Józefa, Wanda et Helena. Cependant sa femme, qui l'accompagne désormais dans ses voyages, contracte une maladie incurable de la moelle épinière. Elle fera d'elle une infirme pendant plus de dix ans. En dépit des succès remportés sur le plan scientifique dès son retour en Europe, les années qui suivent les expériences passionnantes des Trobriands sont difficiles.

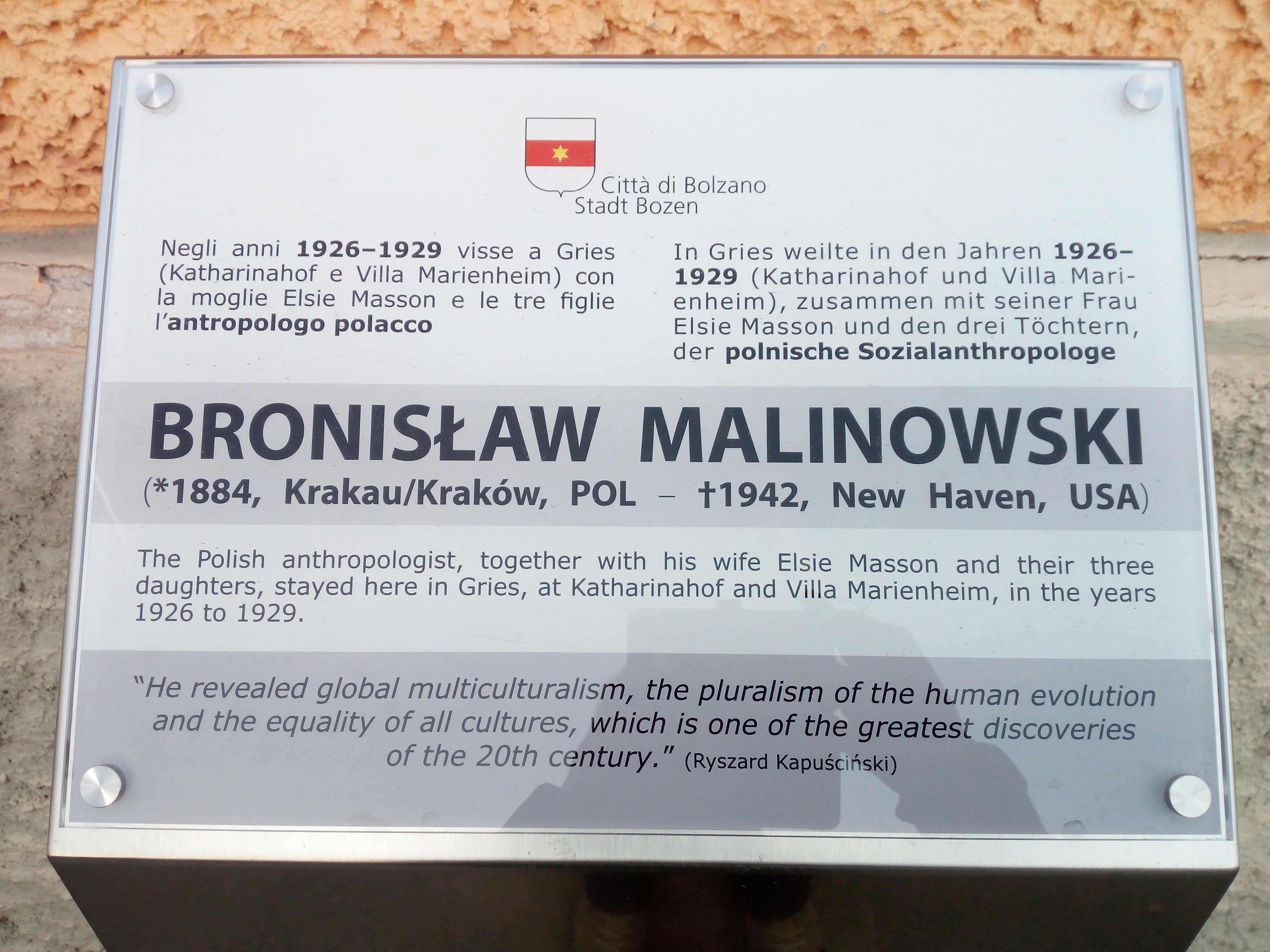
Plaque commémorative en souvenir du séjour de Bronislaw Malinowski et d'Elsie Masson à Bolzano dans les années 1920 et 1930.

En 1922, Malinowski retourne avec son épouse en Pologne pour vendre les biens familiaux. Initialement décidé à faire de Zakopane sa demeure estivale pour sa famille, il décide finalement d’acquérir une propriété dans les Alpes italiennes, proche de Bolzano et de la frontière autrichienne. Il renonce aussi à un poste de professeur que lui offre alors l’université Jagellonne.
En 1924, Malinowski devient enseignant puis, en 1927, professeur d'anthropologie à l'Université de Londres, la chaire d’anthropologie sociale étant créée à son intention. Ses cours d'ethnographie deviennent fameux et il attire de nombreux étudiants, qui à leur tour deviennent des savants de renom dont : Raymond Firth, Edmund Leach, Evans-Pritchard, Isaac Schapera, Paul Kirchhoff et Audrey Richards.
Il prend la nationalité anglaise, voyage beaucoup en Afrique et en Amérique. Aux États-Unis, il visite les Indiens Hopi et fait séjour chez les Bamba et les Chagga de l'Afrique orientale. Il donne des cours également aux États-Unis : à l'Université de Californie en 1926 et à l'Université de Cornell en 1933.
Sa première femme décède en 1935 et Malinowski épouse en 1940 la peintre Anna Valetta Hayman‑Joyce (1904‑1973), alias Valetta Swann.
La Seconde Guerre mondiale l'oblige à quitter sa chaire à Londres. Son hostilité ouverte pour le régime national socialiste lui vaut l'interdiction de ses livres en Allemagne. On l'invite à donner des cours à l'Université Yale. En 1940, il effectue des recherches au Mexique, chez les Zapotèques de la région de Oaxaca. C'est aux États-Unis qu'il rédige son livre le plus engagé, Freedom and Civilization, édité par sa seconde femme après sa mort. Il s'agit bien de son testament spirituel, expression des croyances fondamentales et des conclusions de Malinowski concernant la guerre, le totalitarisme et l’avenir de l’humanité.
Bronisław Malinowski meurt d’une attaque cardiaque le 16 mai 1942 à New Haven dans le Connecticut aux États-Unis.

## Son œuvre
Malinowski assigne à l'ethnographe la tâche de démêler au sein des cultures, les diverses institutions qu'elles recèlent et d'en analyser la composition et les interactions réciproques.
Son travail démontre que pour comprendre une société, il faut vivre à son contact et la décrire en ses propres termes. Cela implique notamment d'en apprendre la langue. Il récuse toute approche historique des sociétés et s'attache à l'étude de leurs institutions : famille, pouvoir, droit, magie, religion. Lors de ses diverses expériences de terrain, il pratique la méthode de l'observation participante qui consiste à s'immerger dans la société étudiée pour suivre le mode de vie des indigènes (acculturation temporaire) de manière que la présence du chercheur devienne naturelle aux yeux des indigènes, qu'ils ne se demandent plus pour quelle raison il est présent parmi eux.
Sa connaissance de l'organisation matrilinéaire de la famille trobiandaise lui permet de contester la validité universelle de certaines thèses de la psychanalyse telle l'Œdipe

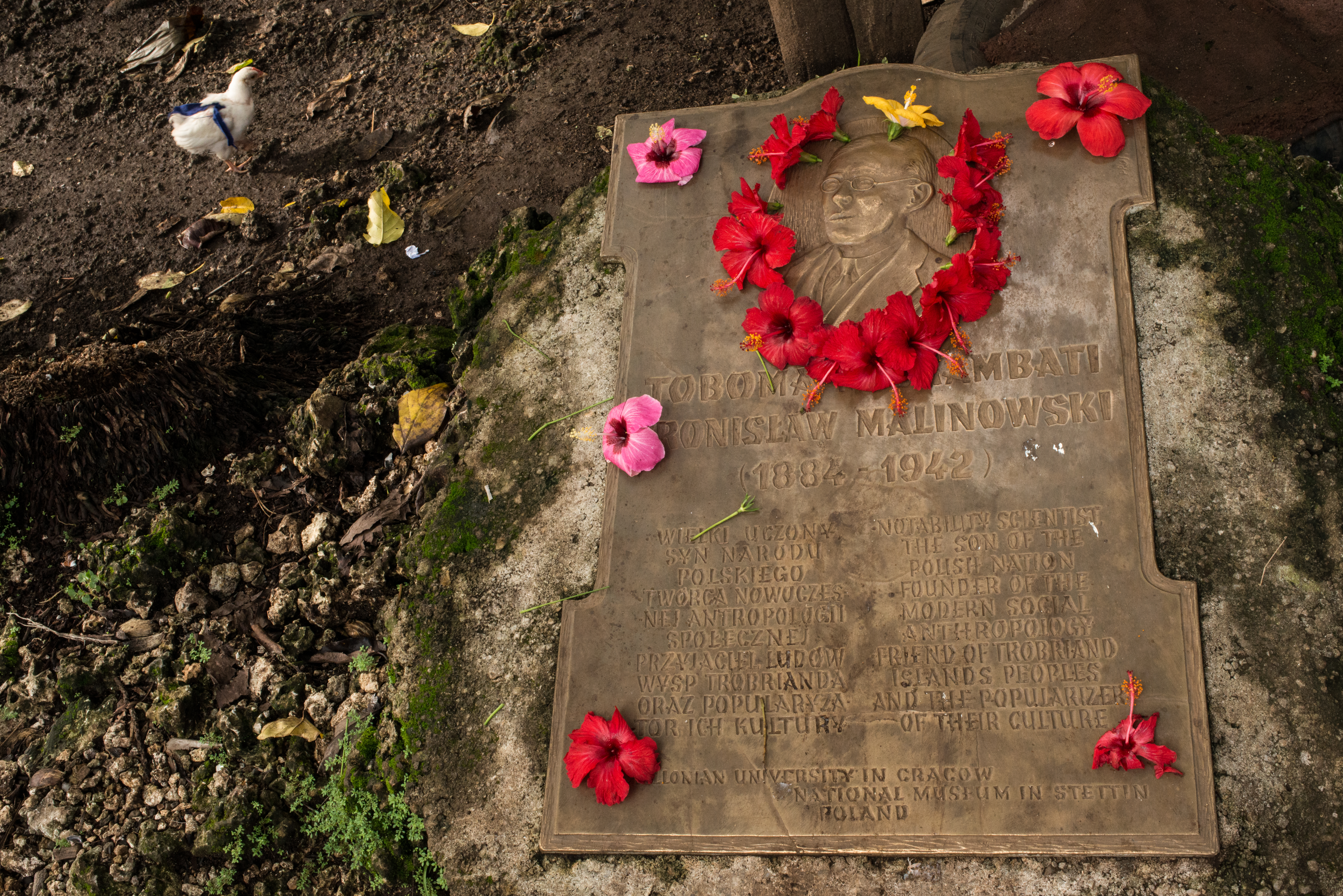
Plaque érigée en son honneur par des enfants des iles.

- The family among the Australian Aborigines. A sociological study. 1913
- Les Argonautes du Pacifique occidental, Gallimard, 1963 (Argonauts of the Western Pacific, Londres, 1922);
- Mœurs et coutumes des Mélanésiens. Trois essais sur la vie sociale des indigènes trobriandais : Le crime et la coutume dans les sociétés primitives, Le mythe dans la psychologie primitive et La chasse aux esprits dans les mers du sud » Payot, 1934 (Crime and Custom in Savage Society, Londres, 1926);
- La Sexualité et sa répression dans les sociétés primitives, Payot, 1980 (Sex and Repression in Savage Society, Londres, 1921);
- La Vie sexuelle des sauvages du nord-ouest de la Mélanésie, Payot, 1930, (The Sexual Life of Savages in North-Western Melanesia, Londres, 1929)
- Les Jardins de corail, François Maspero 1974, (Coral Gardens and their Magic, Londres, 1935)
- Une théorie scientifique de la culture, François Maspero, 1968 (A Scientific Theory of Culture, Chapel Hill, 1944)
- Les Dynamiques de l'évolution culturelle, Recherche sur les relations raciales en Afrique. Payot, 1970 (The Dynamics of Culture Change, Londres, 1945);
- La paternité dans la psychologie primitive 1927, Éditions à l'écluse d'aval, 2006,  (ISBN 2-9526841-0-3) ; réédité par les Éditions Allia[8], 2016,  (ISBN 979-10-304-0120-2)
- Journal d'ethnographe, 1985 1967;

#### Livres
- (fr) Michel Panoff, Bronislaw Malinowski, Payot, Coll. « Science de l'homme », 1972.
- (fr) Bertrand Pulman, Anthropologie et psychanalyse : Malinowski contre Freud, PUF, 2002, col. "Sociologie d'aujourd'hui", 235 p.  (ISBN 2-13-052377-3).
- (en) Michael Young, Malinowski: Odyssey of an Anthropologist, 1884-1920, Yale University Press, 2004.

#### Articles
- Amalia Dragani, « "Une fois encore la poésie m'obsède". Bronislaw Malinowski, poète polonais », Fabula-LhT, no 21, mai 2018, [lire en ligne « Une fois encore, la poésie m’obsède. » Bronisław Malinowski, poète polonais (LhT Fabula)].
- Benoît de L'Estoile, « L'anthropologue face au monde moderne. Malinowski et "la rationalisation de l'anthropologie et de l'administration" », Genèses. Sciences sociales et histoire, 1994, no 1, p. 140-163. [lire en ligne]
- Bertrand Pulman, « Malinowski et l'ignorance de la paternité », Revue française de sociologie, 2002, no 4, p. 739-763. [lire en ligne]